# سانجنگ، ژیانگمن
سانجَنگ، ژیانگمن (به لاتین: Sanjiang, Jiangmen) یک شهرک در جمهوری خلق چین است که در شینهوی واقع شده‌است.
این شهرک در ۱۶ کیلومتری (۹.۹ مایل) ژیانگمن قرار دارد.

## خصوصیات
سانجَنگ ۸۲٫۳۷ کیلومترمربع مساحت و ۴۷٬۰۰۰ نفر جمعیت دارد و ۴ متر بالاتر از سطح دریا واقع شده‌است.